# 涧峰徐氏宗祠及余氏宗祠
涧峰徐氏宗祠及余氏宗祠，位于中华人民共和国浙江省衢州市衢江区莲花镇，是浙江省省级文物保护单位之一。
2017年1月19日，涧峰徐氏宗祠及余氏宗祠被列入第七批浙江省文物保护单位，该文物保护单位是一座古建筑。